# Sabri Gharbi
Sabri Gharbi (sinh ngày 26 tháng 5 năm 1987 ở Relizane) là một cầu thủ bóng đá người Algérie. Hiện tại anh thi đấu cho MC Oran ở Giải bóng đá hạng nhất quốc gia Algérie.

## Danh hiệu
ASO Chlef
- Giải bóng đá hạng nhất quốc gia Algérie: 2010–11

MC Alger
- Cúp bóng đá Algérie: 2013–14
- Siêu cúp bóng đá Algérie: 2014